# Verein zur Erziehung sittlich verwahrloster Kinder
Der Verein zur Erziehung sittlich verwahrloster Kinder war eine 1825 in Berlin gegründete soziale Einrichtung zur Erziehung von Kindern und Jugendlichen, die straffällig geworden waren, bei denen Eltern vergeblich Besserung versucht hatten oder die ihren Eltern auf behördliche Anordnung entzogen worden waren.

## Geschichte

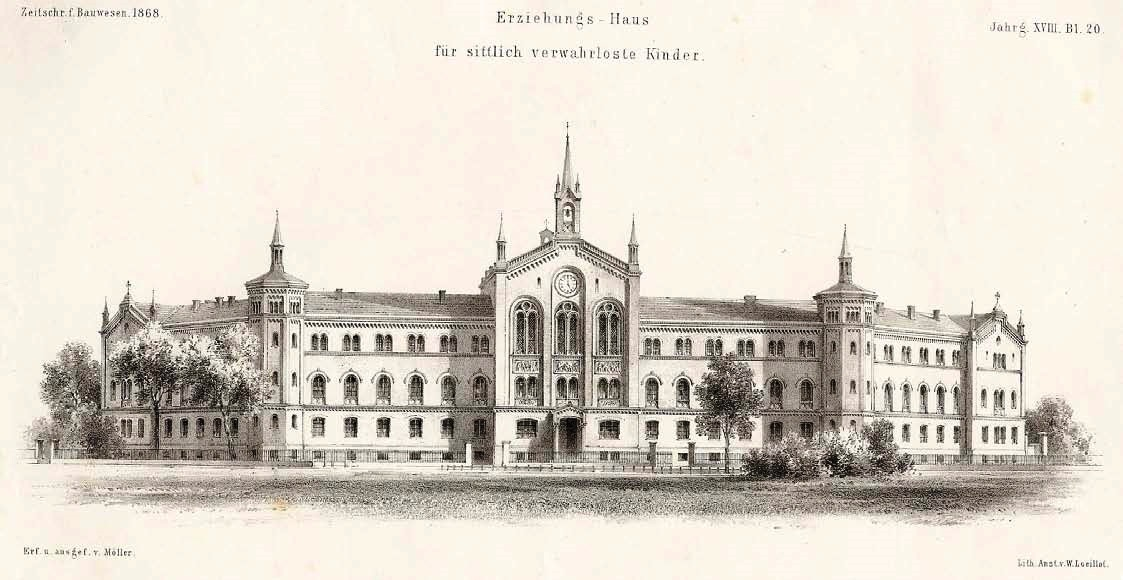
Erziehungshaus für sittlich verwahrloste Kinder am Urban 1868

Der Verein wurde am 1. Mai 1825 auf Initiative des Tuch- und Seidenhändlers August Karl Friedrich Hollmann (1776–1858) gegründet. Gefördert wurde der Verein mit Zuwendung von Staatsmitteln durch den Minister Christian Rother, der auch den Vorsitz des Vereins übernahm.
Mitglieder waren Oberbürgermeister Regierungsrat Friedrich von Bärensprung, Stadtgerichtsdirektor Geheimer Justizrat Beelitz, Bankier und Rittergutsbesitzer Benecke von Gröditzberg, Stadtrat Hollmann, Geheimer Oberfinanzrat Kayser, Geheimer Obermedizinalrat Dr. Rust, Geheimer Finanzrat Wollny und der Rendant Zander.
Das Stiftungskapital betrug 5000 Taler als Geschenk von Hollmann und weitere Beiträge von geringer Höhe. Es konnte ein Grundstück am Tempelhofer Ufer 1 erworben werden. Die Kaufsumme von 10.000 Talern sowie 1050 Taler für die ersten drei Jahre für Besoldung der Lehrer wurden von König Friedrich Wilhelm III. angewiesen. Die Eröffnung erfolgte mit der Aufnahme eines Kindes. Am 1. Mai 1826 waren es dann bereits 33 Kinder. Ab 5. Mai 1828 gab es auch eine Mädchenabteilung mit fünf Zöglingen im Haus in der Hoffmannstraße.
Nach dem Tod des Staatsministers Rother übernahm von 1849 bis 1851 die kommissarische Leitung des Vereins der Geheime Oberregierungsrat Dr. Heinrich Wilhelm Krausnick, danach Minister Graf Anton zu Stolberg-Wernigerode und ab 1856 der Präsident der königlichen Seehandlung Otto von Camphausen.
1863 konnte ein Grundstück am westlichen Rand der Hasenheide (später Am Urban) erworben werden. Nach Entwurf des Geheimen Regierungs- und Baurats Gustav Möller wurde ein Neubau errichtet. Baubeginn war am 1. Oktober 1863 unter Möllers Bauleitung, später unter der Leitung seines Stellvertreters Stadtbaurat Hermann Blankenstein. Die Eröffnung erfolgte am 20. März 1866. In den Neubau konnten bis zu 180 Zöglinge aufgenommen werden. Im selben Jahr übernahm die Königin Augusta das Protektorat.

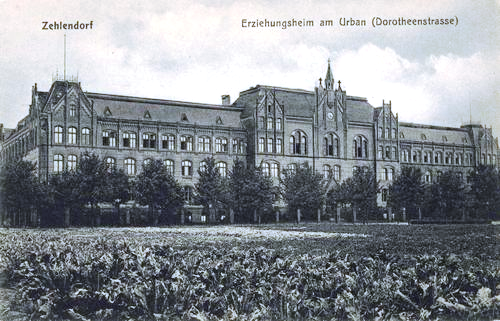
Erziehungsheim „Am Urban“ in Zehlendorf, Postkarte um 1915

Das Haus Am Urban wurde bis 1896 genutzt, wurde dann ein Wöchnerinnenheim und 1905 von der Stadt Berlin übernommen (später als Krankenhaus und vom Gesundheitsamt genutzt, im Zweiten Weltkrieg zerstört). Von 1895 bis 1896 war von A. Bohm in Berlin-Zehlendorf in der Dorotheenstraße 5 (heute Gimpelsteig 9) vom Verein ein neues Erziehungshaus „Am Urban“ für sittlich verwahrloste Kinder erbaut worden. Das Erziehungsheim wurde 1920 geschlossen, das Grundstück 1925 von der Stadt erworben und dann bis 1927 zum Krankenhaus umgebaut (1995 abgerissen).